# Station Rzerzęczyce
Station Rzerzęczyce is een spoorwegstation in de Poolse plaats Rzerzęczyce.